# Kwagean (Loceret)
Kwagean is een bestuurslaag in het regentschap Nganjuk van de provincie Oost-Java, Indonesië. Kwagean telt 3865 inwoners (volkstelling 2010).